# Rivière Baillairgé
Rivière Baillairgé är ett vattendrag i Kanada.   Det ligger i provinsen Québec, i den sydöstra delen av landet, 400 km nordväst om huvudstaden Ottawa.
Omgivningarna runt Rivière Baillairgé är en mosaik av jordbruksmark och naturlig växtlighet. Trakten runt Rivière Baillairgé är nära nog obefolkad, med mindre än två invånare per kvadratkilometer.